# Gariewka (Kraj Permski)
Gariewka (ros. Гаревка) – wieś (dieriewnia) w Rosji, w Kraju Permskim, w rejonie wierieszczagińskim. W 2010 liczyła 79 mieszkańców.